# Echinocactus polycephalus
Echinocactus polycephalus, vrsta kaktusa s jugozapada Sjedinjenih država (južna Kalifornija, južna Nevada, Arizona i sjeverozapada Meksika (Baja California Sur, Sonora)

## Cvjetovi
Cvjetovi su žute boje, dugi su 5-6 cm pojavljuju se u veljači i ožujku. Plodovi su suhi, pokriveni čupavom kosom, otvaraju se u sredini kada se slome, tako da iz njih može izaći sjeme crne boje.

## Opis
Raste u skupini, neke kolonije sadrže više od 100 kaktusa u jednoj skupini. Kaktusi su cilindričnog oblika i narastu 30-60 cm u visinu, i 9-20 cm u širinu.

## O uzgoju
- Preporučena temperatura: Dan: 10-13°C,Noć: 8-11°C
- Tolerancija hladnoće : najviše do  -12°C
- Minimalna temperatura:  12°C
- Izloženost suncu: cijelo vrijeme
- Porijeklo: SAD (Arizona, Kalifornija, Nevada), Meksiko

## Vanjske poveznice
|  | Zajednički poslužitelj ima stranicu o temi Echinocactus polycephalus    |
|  | Zajednički poslužitelj ima još gradiva o temi Echinocactus polycephalus |
|  | Wikivrste imaju podatke o taksonu Echinocactus polycephalus             |